# Томарес Ногеля
Томарес Ногеля или томарес южный, голубянка Ногеля (лат. Tomares nogelii) — дневная бабочка из семейства голубянок. Локально распространенный преимущественно южноевропейский вид. В течение последних десятилетий количество местообитаний неуклонно сокращается, причем не всегда это может быть объяснено антропогенным воздействием.

## Этимология названия
Видовое название дано в честь Стефана Ногеля — энтомолога XIX века, изучавшего фауну насекомых Турции и Кавказа.

## Описание
Длина переднего крыла 12—13 мм. Размах крыльев — 22—34 мм. Узор крыльев самца и самки почти идентичен, преимущественно тёмно-бурого цвета, с очень вариабельными по размеру (иногда вовсе отсутствующими) красными пятнами в центре переднего и в торнальной области заднего крыла. У бабочек крымской популяции красные пятна на крыльях всегда развиты до максимального размера.

## Ареал и местообитание
Юго-восточная Румыния, Турция, Сирия, Ливан, Северный Иран, Крымский полуостров, юг Украины, в России — Южное Придонье и Нижнее Поволжье.
В Молдове, весьма вероятно, вымер в 1990-х годах. Несколько локальных популяций известно из Румынии. На Украине достоверно известен из нескольких местообитаний в долине Днепра в районе Днепропетровска и Запорожья. Также в начале XX века обитала в окрестностях Пирятина Полтавской области, где сейчас вид судя по всему вымер. После 1925 года вид больше не был обнаружен в Херсонской области вплоть до 2012 году, когда он был найден в окрестностях сёл Новокаировка и Нововоронцовка. Единственная находка в Одесской области датирована 1917 годом. Также встречается на юго-востоке Крымского полуострова — в окрестностях Судака, сёл Курортное, Солнечная Долина, Дачное, Весёлое. По сборам начала XX века известен с Аю-Даг.
Стенобионтный вид. Заселяет степные и луговые биотопы на склонах оврагов, сухие остепненные, часто каменистые луга, балки.

## Биология
Даёт одну генерацию в год. Лёт бабочек в Крыму длится с середины мая по июнь, в других местах — в основном с третьей декады мая до середины июня.
Бабочки не склонны к дальним перелетам. Активны в солнечную и в пасмурную погоду. В поисках пищи бабочки часто посещают цветы шалфея поникшего (Salvia nutans). Самка откладывает от 1 до 4 яиц в неразвитые соцветия кормового растения гусениц — астрагал понтийский (Astragalus ponticus). После выхода из яйца гусеницы обитают внутри соцветий, а позже — соплодий растения. Гусеница младшего возраста полностью проникает в цветок или незрелый плод астрагала, прогрызая для этого у его основания отверстие. Развитие гусеницы длится 4-5 недель, до момента формирования семян в плодах. Окончив свое развитие, гусеницы покидают растение. Вид является мирмекофильным — гусеницы активно посещаются муравьями нескольких видов, которые слизывают секрет с парных желез, расположенных у предпоследнего сегмента тела. Имеет место облигатная мирмекофилия — гусеницы окукливаются в глубоких ходах муравейников. Зимует куколка.

## Замечания по охране
Включен в Красную книгу Украины (2 категория). Раздробленность ареала и стенобионтность вида связана в первую очередь с его монофагией на астрагале понтийском — редком и исчезающем растении.
Охраняется в Молдавии, Румынии и Турции.
В Красной книге Международного союза охраны природы (МСОП) данный вид имеет 2 категорию охраны (EN — таксон, имеющий неблагоприятный международный статус, низкую численность, тенденцию к неуклонному сокращению численности и/или ареала, но в настоящее время не находящийся под прямой угрозой исчезновения).
Включен в «Красную книгу Европейских дневных бабочек» (категория SPEC2 — вид, ареал которого ограничен Европой, и он на её территории находится под угрозой исчезновения).